# العلاقات الجزائرية المصرية
العلاقات الجزائرية المصرية تشير إلى العلاقات الثنائية بين الجزائر ومصر.

## الثورة الجزائرية ودور مصر
لقد تم وضع اللمسات الأخيرة للتحضير لاندلاع الثورة التحريرية في اجتماعي 10 و24 أكتوبر 1954 بالقاهرة من طرف لجنة الستة ومجلس قيادة الثورة المصرى. ناقش المجتمعون قضايا هامة هي : إعطاء تسمية للتنظيم الذي كانوا بصدد الإعلان عنه ليحل محل اللجنة الثورية للوحدة والعمل وقد اتفقوا على إنشاء جبهة التحرير الوطني وجناحها العسكري المتمثل في جيش التحرير الوطني.

### الدعم المصري لثورة الجزائر
قامت مصر خلال الخمسينات والستينات بتبني قضية الجزائر وتدعيمها؛ حيث أكد كريستيان بينو (وزير خارجية فرنسا وقتئذ) أن التمرد في الجزائر لا تحركه سوى المساعدات المصرية، فإذا توقفت هذه المساعدات فإن الأمور كلها سوف تهدأ؛ لوجود مليون مستوطن فرنسي في الجزائر، ولأن فرنسا اعتبرت الجزائر جزءًا لا يتجزأ من فرنسا. مما ترتب عليه اشتراك فرنسا في العدوان الثلاثي على مصر. ولهذا أصدرت جبهة التحرير الوطني الجزائرية بيانًا قالت فيه:
وقال العقيد سي الحواس قائد الولاية السادسة أثناء حرب التحرير الجزائرية:
لو عندنا طائرات لطرنا.. لو عندنا عصافير لطرنا.. لو عندنا بواخر لذهبنا.. إذا انتصرت مصر انتصرت الثورة الجزائرية.. وإذا انهزمت مصر انهزمت الثورة الجزائرية.
دعمت مصر ثورة الجزائر بالسلاح والخبراء، فكانت مصر الداعم الأول والأهم لها. الأمر الذي دفع بن جوريون (أول رئيس وزراء لإسرائيل) إلى قول:
على أصدقائنا المخلصين في باريس أن يقدّروا أن «عبد الناصر» الذي يهددنا في النقب، وفي عمق إسرائيل، هو نفسه العدو الذي يواجههم في الجزائر.
ويؤكد محمد حسنين هيكل أنه تلقت الثورة الجزائرية أكبر شحنة من السلاح المصري أثناء اندلاع القتال على الجبهة المصرية - إبّان العدوان الثلاثي عليها - ضدّ فرنسا وإنجلترا وإسرائيل. كانت أول شحنة سلاح وصلت الجزائر مقدمة من مصر وقدرت بحوالي 8000 جنيه. أهم التدريبات العسكرية الفعالة لجيش التحرير الوطني خارج الجزائر كانت تتم بمصر. دعم سياسي كانت القاهرة مقر الحكومة الجزائرية المؤقتة التي تأسست في 19 سبتمبر 1958، فكانت أهم مجالات التنسيق الدبلوماسي الجزائري تتم عن طريق مصر، وانطلقت من القاهرة معظم النشاطات السياسية والدبلوماسية لجبهة التحرير الوطني والحكومة الجزائرية المؤقتة. كانت القاهرة مقرًا للجنة تحرير المغرب العربي المكونة من ليبيا، وتونس، والمغرب، والجزائر. قامت مصر بتمثيل الجزائر في مؤتمر باندونج الذي عقد في مايو 1955. كما كان لها دورًا فعال في تمكين الجزائريين من لعب دورًا مؤثرًا في منظمة تضامن الشعوب الأفرو - آسيوية منذ نشأتها بالقاهرة في ديسمبر 1957. يقول الكاتب الجزائري إسماعيل دبش في كتابه «السياسة العربية والمواقف الدولية تجاه الثورة الجزائرية»:
تأييد مصر للقضية الجزائرية ولكل مطالب جبهة التحرير الوطني كان مطلقًا، ومتشددًا، وبدون تحفظ، حتى لو تعلق الأمر بعلاقة مع دولة كبرى لها مصالح حيوية وإستراتيجية معها مثل الاتحاد السوفيتي. ذلك ما عبر عنه الرئيس عبد الناصر في تحذيره إلى خروتشوف الرئيس السوفياتي من الانسياق وراء محاولات دي غول بزيارة حاسي مسعود (منطقة آبار بترولية جزائرية كبرى بالصحراء).
كانت أول صفقة سلاح من أوروبا الشرقية بتمويل مصري بلغ حوالي مليون دولار، كما قدمت مصر 75% من الأموال التي كانت تقدمها جامعة الدول العربية للثورة الجزائرية والمقدرة بـ 12 مليون جنيه سنويًا. خصصت مصر - بقرار من جمال عبد الناصر - الدخول الأولى من تأميم قناة السويس (بلغت 3 مليارات فرنك فرنسي قديم) للكفاح الجزائري. دعم فني وبجانب تقديم الدعم العسكري والسياسي، كان هناك دعم ثقافي وفني؛ فالنشيد الوطني الجزائري من تلحين الموسيقار المصري محمد فوزي، كما قام عبد الحليم حافظ بأداء أغنية بعنوان «الجزائر» تتحدث عن الثورة الجزائرية، وقام المخرج المصري يوسف شاهين بإخراج فيلم جميلة الذي يتحدث عن جميلة بوحيرد وعن الثورة الجزائرية.

## حرب أكتوبر ودور الجزائر
في عام 1973 طلب الرئيس الجزائري السابق هواري بومدين من الاتحاد السوفيتي شراء طائرات وأسلحة لإرسالها إلى المصريين عقب وصول معلومات من جزائري في أوروبا قبل حرب أكتوبر بأن إسرائيل تنوي الهجوم على مصر، وباشر الرئيس الجزائري اتصالاته مع السوفيت لكنهم طلبوا مبالغ ضخمة فما كان من الرئيس الجزائري إلا أن أعطاهم شيكا فارغا وقال لهم أكتبوا المبلغ الذي تريدونه، وهكذا تم شراء الطائرات والعتاد اللازم ومن ثم إرساله إلى مصر.
امدت الجزائر مصر بـ 96 دبابة و32 آلية مجنزرة و12 مدفع ميدان و16 مدفع مضاد للطيران وما يزيد عن 50 طائرة حديثة من طراز ميج 21 وميج 17 وسوخوي 7، (تصريحات للمستشار علي محمود محمد رئيس المكتب الإعلامي المصري بالجزائر في الاحتفال الذي أقيم في السفارة المصرية بالجزائر احتفالا بنصر أكتوبر).
كان دور الجزائر في حرب أكتوبر أساسيا وقد عاش بومدين –ومعه كل الشعب الجزائري- تلك الحرب بكل جوارحه بل وكأنه يخوضها فعلا في الميدان إلى جانب الجندي المصري. (من كتاب «مذكرات حرب أكتوبر» للفريق سعد الدين الشاذلي رئيس أركان حرب القوات المسلحة المصرية).

## الاقتصاد
في فبراير 2010، قام وزير الداخلية السعودي الأمير نايف بن عبد العزيز آل سعود بزيارة للجزائر بهدف إلى التوسط لدى الجزائر لإعادة تصدير حصة مصر من الغاز الطبيعي وترتيب قمة جزائرية مصرية سعودية في الرياض قبل عقد القمة العربية المقبلة.
وأن الملك السعودي عبد الله أوفد وزير الداخلية، نايف بن عبد العزيز آل سعود إلى الجزائر يوم الأربعاء الماضي لمقابلة الرئيس عبد العزيز بوتفليقة وتسليمه رسالة تتضمن دعوة لعقد قمة ثلاثية سعودية جزائرية مصرية لحلحلة كل الخلافات بين الجزائر ومصر، قبل موعد عقد القمة العربية في طرابلس مارس المقبل. وأكد الدبلوماسي أن الملك عبد الله يسعى للعب دور حاسم في حل الأزمة بين الجزائر بعد تعثر وساطة الجامعة العربية والوساطة الليبية.
وأضاف نفس الدبلوماسي الذي يقيم بالجزائر، أنه بالإضافة إلى الشق السياسي، جاءت الخطوة السعودية بطلب من القاهرة إلى الرياض للتدخل لدى الجزائر لحثها على الإسراع في تصدير حصة مصر من الغاز الطبيعي، والتي توقفت بسبب مطالبة غير رسمية للجزائر من القاهرة دفع مستحقات متأخرة من صادراتها من الغاز إلى مصر تعود للسنتين الماضيتين، رغم وعود رسمية من الحكومة المصرية قدّمتها في الثاني ديسمبر 2009 خلال الزيارة التي قام بها إلى القاهرة وزير الطاقة شكيب خليل بدفع هذه المستحقات في وقت قريب، وحصلت مقابل ذلك من وزير الطاقة شكيب خليل بإبقاء التزاماتها بشأن مبيعات الجزائر من الغاز المميع إلى مصر.
وأكد المتحدث أن موفد الملك عبد الله قدّم للرئيس بوتفليقة ضمانات بالتكفل بدفع نظير حصص الغاز المميع التي تم تصديرها قبل سنتين إلى مصر التي تعيش أخطر أزمة غاز منذ عقود، مما بات يهدد أمنها الداخلي بسبب المشادات اليومية التي تشهدها عدد من المدن المصرية بسبب الطوابير الطويلة للحصول على قارورات الغاز.

## الرياضة

### الأزمة المصرية الجزائرية 2009
الأزمة المصرية الجزائرية 2009، هي أزمة وقعت بين مصر والجزائر عقب مباراة كرة قدم لعبها المنتخب المصري لكرة القدم والمنتخب الجزائري في دولة السودان وكانت بسبب المصريين لأنهم أهانوا شهداء الجزائر وهذا لم يحدث إلا بعد تلك الأحداث من بعض الإعلاميين المصريين لكن ما يتفق عليه أنها كانت فتنة وقد تناول الإعلام المصري الأمر كوسيلة لإشغال الشعب عن ما يحدث في البلاد من فساد وتناولها الإعلام والوسط الجزائري بشكل ساخر وانتهت بفوز الفريق الجزائري وتأهله لبطولة كأس العالم 2010 مع العلم لم يشارك البلدين وقتها في نهائي أفريقيا لكأس العالم منذ سنين فكانت المرة الأخيرة للجزائر في عام 1986م و لمصر في عام 1990م، وفاز الفريق المصري على الفريق الجزائري في المبارة التالية وتأهل لتصفيات كأس أفريقيا